# Matsudaira Katamori

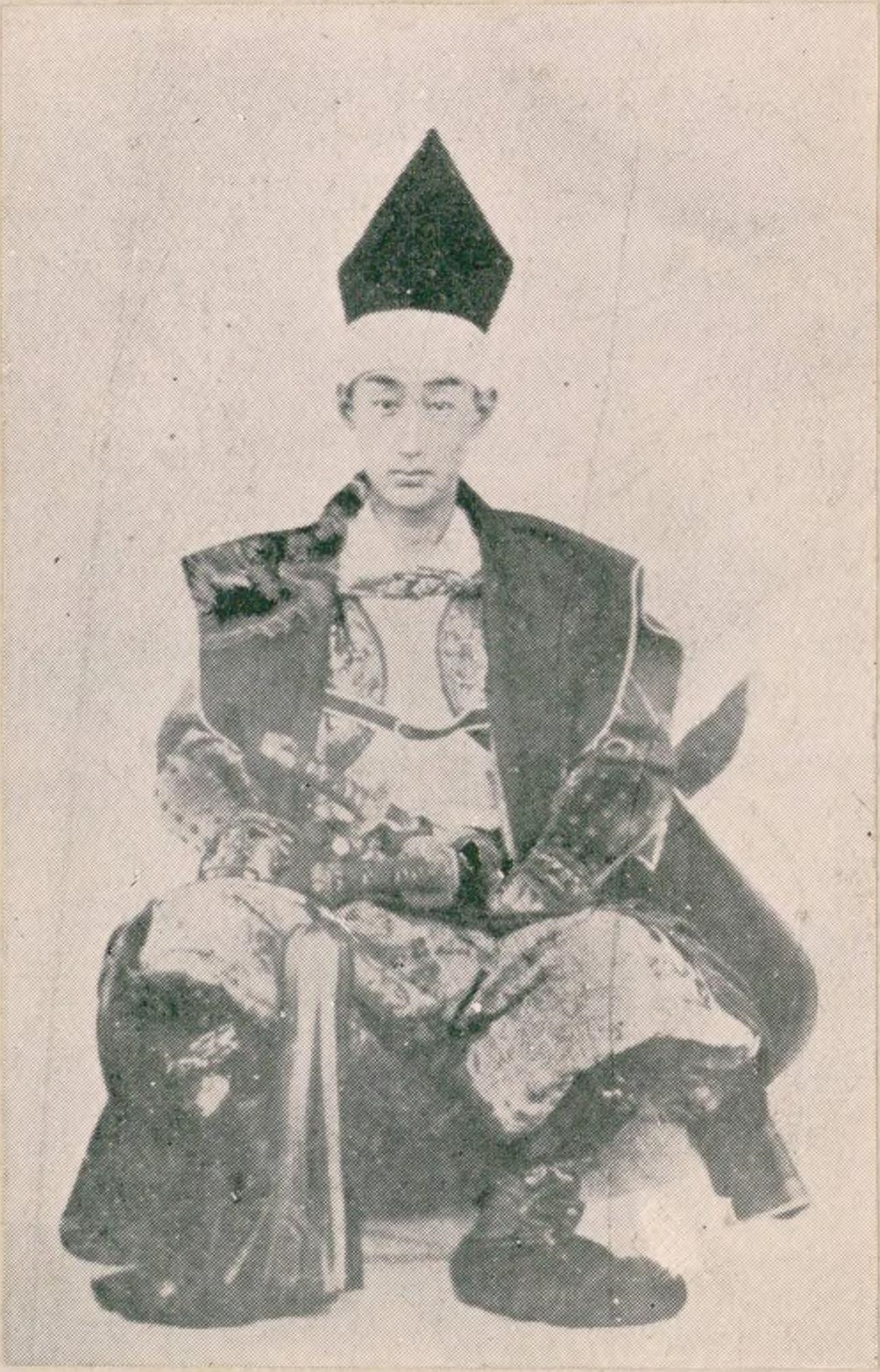
Matsudaira Katamori, um 1862

Matsudaira Katamori (japanisch 松平 容保; * 15. Februar 1836; † 5. Dezember 1893) war ein Samurai, der in der Bakumatsu-Zeit (Ende der Edo-Zeit) und der Meiji-Zeit lebte. Während der Regentschaft des Tokugawa-Shōgunats in der Bakumatsu-Zeit war er der 9. und letzte Daimyō des Daimyats Aizu und für die Sicherheit Kyōtos zuständig. Obschon er in der Auseinandersetzung zwischen Shōgun und Tennō auf der Seite des Shōgunats gekämpft hatte, wurde sein Leben geschont. Nach der Meiji-Restauration wurde er mit der Führung des Schreins Nikkō Tōshō-gū betraut. Zusammen mit dreien seiner Brüder hatte er eine einflussreiche Position inne, sie wurden „die vier Takasu-Brüder“ genannt.

## Biografie
Matsudaira Katamori wurde am 15. Februar 1836 als Sohn von Matsudaira Yoshitatsu, dem Daimyō des Daimyats Takasu, und einer seiner Konkubinen, einer Frau aus der Komori-Familie, die unter ihrem buddhistischen Namen Zenkyō-in bekannt ist, geboren. Er war Yoshitatsus siebter Sohn und wurde Keinosuke (銈之丞) genannt.
1846 wurde er von Matsudaira Katanaka, dem Daimyō von Aizu, adoptiert. Matsudaira Teru war somit seine Adoptivschwester. Er heiratete 1865 Katanakas Tochter Toshihime. 1852 wurde Katamori zum 9. Daimyō von Aizu und erbte auch den Ehrentitel Higo no Kami (Gouverneur von Higo), der traditionell von den Daimyō aus Aizu ver- und geerbt wurde.
Im Jahre 1862 wurde Katamori Militärgouverneur Kyōtos (京都守護職, Kyōto shugoshoku), was bedeutete, dass es seine Aufgabe war, die Stadt dem Einfluss der Sonnō-jōi-Anhänger zu entziehen. Diese forderten, dass Ausländer Japan nicht mehr betreten sollten und befürworteten die Absetzung des Shōgunats. Hierfür bediente sich Katamori unter anderem der Shinsengumi, einer militanten Truppe, die Katamori zu einer Polizeieinheit machte und mit umfassenden Rechten ausstattete. Eine andere Einheit, die Mimawarigumi, die dieselben Aufgaben hatte, wurde von Katamoris Bruder Matsudaira Sadaaki befehligt. Katamori spielte auch eine wichtige Rolle bei den Staatsstreichen am 30. September und 18. August sowie dem Aufstand an den Verbotenen Toren, welche die Feindschaft zwischen Aizu und dem Daimyat Chōshū wesentlich verstärkten.

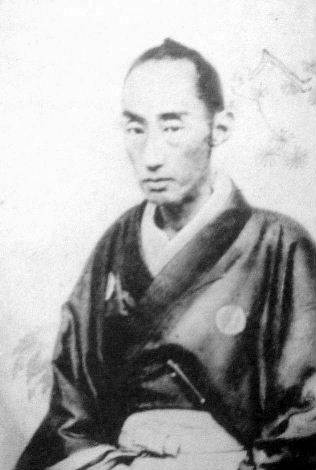
Matsudaira Katamori, vor 1893

Katamori versuchte nach der Schlacht von Toba-Fushimi, in der die Auseinandersetzungen zwischen dem Shōgun und dem Tennō bzw. der neuen Meiji-Regierung einen Höhepunkt erlebten, friedliche Lösungen zu finden, aber die Mitglieder der neuen Meiji-Regierung lehnten ab. Das lag hauptsächlich daran, dass ein Großteil der Mitglieder aus Chōshū und Satsuma stammten und Katamori wegen seiner Tätigkeiten in Kyōto ablehnten. Letztendlich wurden die nördlichen Daimyate, zu denen auch Aizu zählte, besiegt, Matsudairas Leben aber geschont.
Matsudaira Katamori starb am 5. Dezember 1893 und erhielt den posthumen shintōistischen Namen Masane-unjin (忠誠雲神, Gott der Loyalität und Aufrichtigkeit).
Sein Adoptivsohn Matsudaira Nobunori, der aus der Mito-Zweigfamilie der Tokugawa-Familie abstammte, wurde sein Erbe. Er verließ die Matsudaira-Familie aber kurz nach der Meiji-Restauration, so dass Matsudaira Kataharu, Katamoris ältester biologischer Sohn, der Erbe wurde. Dieser war der Sohn einer seiner zwei Konkubinen und wurde nach Nobunoris Adoption geboren.